# Вітгенштейн Лев Петрович
Князь Лев Петрович Вітгенштейн (Людвіг Адольф Фрідріх цу Зайн-Віттгенштайн-Зайн) (рос. князь Ле́в Петро́вич Витгенште́йн; нім. Ludwig Adolf Friedrich Fürst zu Sayn-Wittgenstein-Sayn; 7 червня 1799 — 8 червня 1866) — граф, ротмістр Кавалергардського полку, декабрист. Член Союзу благоденства і Південного товариства.

## Біографія
Батько — П. X. Вітгенштейн, фельдмаршал, в 1826 році командувач 2 армією; мати — Антуанетта Станіславівна Снарська (11 березня 1779 — 15 липня 1855), статс-дама. Виховувався в Пажеському корпусі. У службу вступив з камер-пажів корнетом у Лейб-гвардії Кавалергардський полк — 20 квітня 1817 року, полковий ад'ютант — 22 вересня 1818 року, поручик — 8 лютого 1819, флігель-ад'ютант — 16 січня 1820 року. В 1821 році був з Олександром I на конгресі в Лайбасі, посилався з дорученнями в Париж і Лондон, був на коронації англійського короля Георга IV, штабс-ротмістр — 25 червня 1821 року, ротмістр — 8 лютого 1824 року.
Член Союзу благоденства і Південного товариства. У 1820 році вступив до Союзу благоденства за запрошенням князя Барятинського. На допиті показав, що після повернення з Лайбаха, дізнався про знищення товариства. Під час слідства головні члени таємного товариства підтвердили, що Вітгенштейн не належав до таємного товариства, яке з'явилося після 1821 року. Височайше наказано не вважати причетним до справи.
Командир ескадрону з вересня 1826 року по лютий 1827 року, за клопотанням батька звільнений через хворобу від фронту — 30 листопада 1827 року, звільнений від служби з нагородженням чином полковника — 14 вересня 1828 року.
16 червня 1834 року отримав титул ясновельможного князя.
Помер у Каннах у Франції.
В 1826 році Петро Христофорович Вітгенштейн придбав для Лева Вітгенштейна маєток Дружносельє. У парку садиби побудований костел за проектом Олександра Брюллова на честь рано померлої Стефанії Радзивілл, дружини Лева Петровича Вітгенштейна.
Дружини: перша — з 1828 року княжна Стефанія Домініківна Радзивілл (1809 — 1832), друга — з 1834 року княжна Леонілла Іванівна Барятинська (народилась 1816 року).